# イブキ
イブキ（伊吹、学名: Juniperus chinensis var. chinensis）は、裸子植物マツ綱のヒノキ科ビャクシン属（ネズミサシ属）に分類される常緑針葉樹の1変種である。種としての Juniperus chinensis に対してイブキの名を充てていることもある。別名としてビャクシン、イブキビャクシン、シンパクともよばれる。中国名は、圓柏（別名：檜）。主幹はしばしばねじれ（図1）、樹皮は赤褐色から灰白色、縦に細長くはがれる。葉は二型性を示し、ふつう十字対生して枝を覆う鱗片状の葉であるが、3輪生する針葉をもつこともある。雌雄異株であり、球果は多肉質の漿質球果で黒紫色、粉白をおびる。東アジアの海岸や山上に分布する。観賞用に植栽され、多くの園芸品種がある。また、材は床柱や彫刻などに利用される。
高山や海岸に生育しほふく性低木となる別変種がいくつか知られており、針葉と鱗形葉をつける変種ミヤマビャクシン（Juniperus chinensis var. sargentii）、ほとんど針葉のみをつける変種ハイビャクシン（Juniperus chinensis var. procumbens）がある。

## 特徴
常緑高木から大型の低木の針葉樹であり、大きなものは高さ15–20メートル (m)、幹の直径50センチメートル (cm) になり（図1, 2a, b）、長野市にある「塚本のビャクシン」とよばれる個体は樹高約 25 m、幹の周囲 4.48 m に達する。よく分枝し、主幹は捻じれたり大きな窪みができることも多く（図1, 2b）、特に風が強い環境では異様な樹形になることがある。また、別変種であるミヤマビャクシンやハイビャクシンは匍匐低木となる。樹皮は赤褐色から黒褐色、灰白色、縦長に裂けて薄くはがれる（下図2c）。
葉は二型性を示し、鱗形葉または針葉（下図3）。多くは鱗形葉であり、卵状ひし形で鈍頭、長さ約1.5ミリメートル (mm)、幅約 1 mm、濃緑色、背軸面に縦溝があり、枝に十字対生してこれを覆う。成木の下部の枝、若木、枝を刈り込んだ部分などでは、しばしば針葉が現れる。針葉はふつう三輪生し、長さ 6–12 mm、幅 0.8–1.5 mm、やや光沢がある明緑色、表面は窪み、白い気孔帯が2条あり、裏面は膨らみ、裏面側に樹脂道は1個。
基本的に雌雄異株であるが、まれに雌雄同株、"花期"は2–4月ごろ。雄球花、雌球花とも鱗形葉をつけた小枝の先端に頂生する。雄球花は楕円形、長さ 3–6 mm、直径 2–3 mm（下図4a）。対生する12–18個の広卵形の小胞子葉（"雄しべ"）からなり、小胞子葉の基部に4個の花粉嚢がついている。雌球花は3–4対の対生する鱗片（種鱗+苞鱗）からなり、黄色、各鱗片は2個の胚珠をもつ（下図4b）。雌球花は翌年の10月ごろに成熟し、鱗片は合着して肉質化、球形、直径 4–10 mm、黒紫色で表面は粉白で覆われ、裂開しない（下図4c）。この球果（漿質球果）は、鳥などに食べられて種子散布（動物被食散布）される。1個の球果に種子は2–4個、形は多様、長さ 3–5 mm、褐色で光沢がある。子葉は2枚。染色体数は 2n = 22, 33, 44。

## 分布・生態
本州（岩手県以南）、四国、九州の太平洋岸および瀬戸内海沿岸、南西諸島、台湾、朝鮮半島、中国、ミャンマーに分布する。ふつう海岸の岩場や砂地、ときに石灰岩地などの山上に生育し、日本ではウバメガシやヒメユズリハ、トベラなどと混生する（下図5）。
別変種のミヤマビャクシンはハバロフスク地方、沿海地方、サハリン、中国東北部、朝鮮半島、日本（北海道から九州）の高山や海岸の岩壁・礫地に見られる。また、変種ハイビャクシンは福岡県、佐賀県、長崎県の島嶼（対馬など）、韓国の大黒山島に分布し、海岸の砂地または崖に分布する。
イブキの仲間（ビャクシン属）はナシやリンゴに大きな被害を与える赤星病菌（担子菌門）の中間宿主となるため、これら果樹の栽培地の近くにイブキ類を植栽すると被害が発生する。このため、これら果物の生産地では、ビャクシン属の植栽を控えるよう呼びかけられ、また条例で植栽を規制している自治体もある。

## 保全状況評価

### レッドリスト
国際自然保護連合（IUCN）のレッドリストでは、低危険種 (LC) に指定されている。
日本全体としては絶滅危惧等の指定はないが、各都道府県では、以下のレッドリストの指定（統一カテゴリ名）を受けている（2023年現在）。
- 絶滅危惧I類: 神奈川県、愛知県、三重県、奈良県、岡山県、鹿児島県
- 絶滅危惧II類: 茨城県、千葉県、熊本県
- 準絶滅危惧: 福島県、和歌山県、広島県、徳島県、香川県
- その他: 岩手県

変種ミヤマビャクシンは別に扱われており、以下のように指定を受けている都道府県が多い。
- 絶滅危惧I類: 埼玉県、東京都、福井県、山梨県、三重県、鳥取県、山口県、徳島県、愛媛県、長崎県
- 絶滅危惧II類: 北海道、秋田県、石川県、長野県、岡山県、高知県
- 準絶滅危惧: 福島県、大分県、宮崎県
- その他: 滋賀県（分布上重要種）
- 情報不足: 奈良県、福岡県

変種ハイビャクシンも別に扱われており、福岡県、佐賀県、山形県では絶滅危惧I類、岩手県で準絶滅危惧の指定を受けている（ただし、山形県、岩手県はふつうハイビャクシンの分布域とはされない）。
また、イブキの変種とされることがある（下記参照）ツクシビャクシンは、佐賀県と鹿児島県で絶滅危惧I類に指定されている。

### 天然記念物
日本では、国や自治体によって天然記念物に指定されているイブキの個体や群落がある。例えば、香川県小豆島の宝生院にある「宝生院のシンパク」は樹齢1,600年との伝承があり、樹高 20 m、根元周囲 16.6 m、イブキとしては特別天然記念物に指定されている唯一の個体である（図6）。2023年現在、日本では以下の10件が国の天然記念物（「宝生院のシンパク」は特別天然記念物）に指定されている。多くは寺社に植栽された個体であるが、「いぶき山イブキ樹叢」と「大瀬崎のビャクシン樹林」はイブキの自然群落とされる。
- いぶき山イブキ樹叢（茨城県日立市十王町）

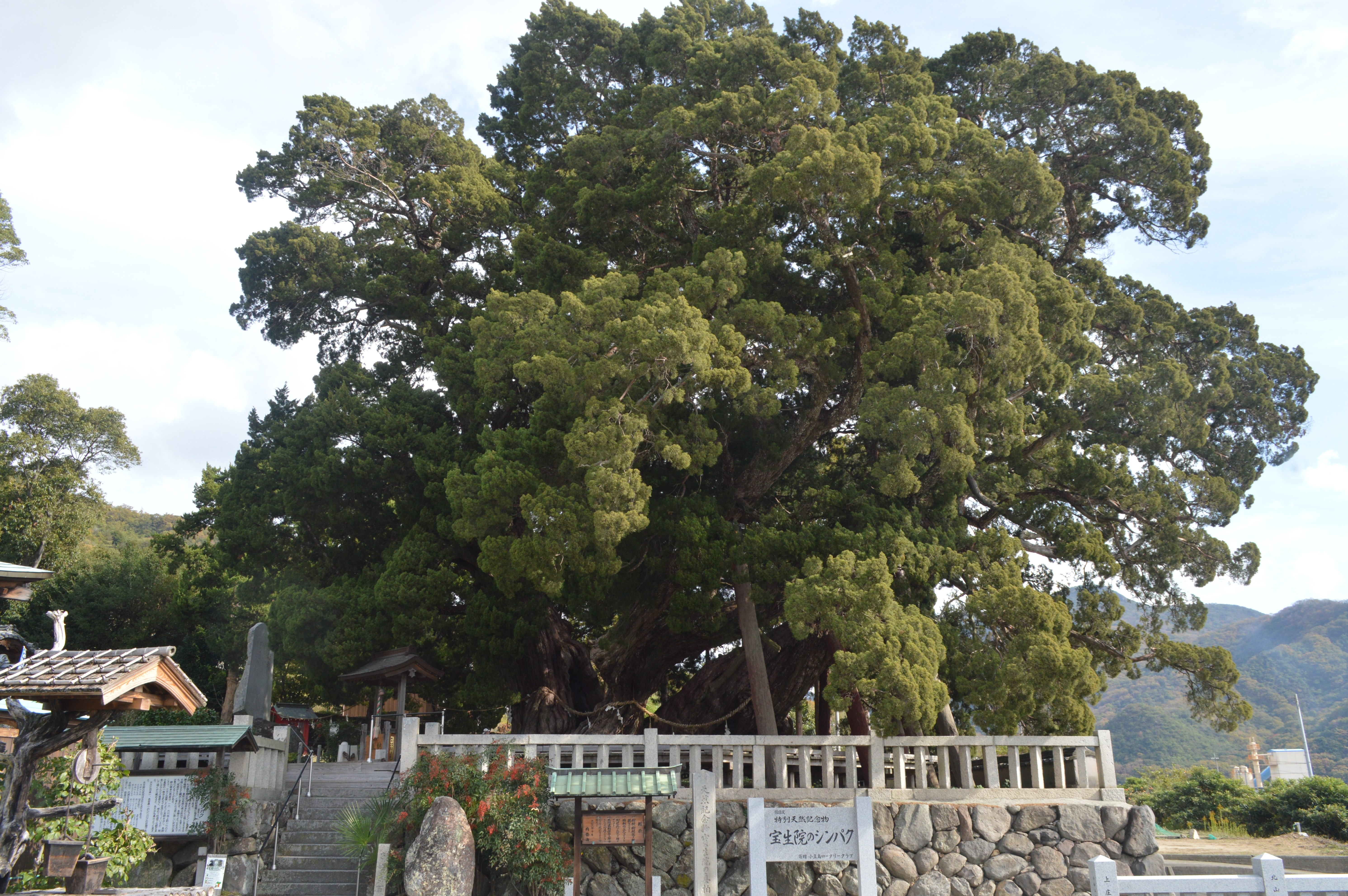
6. 宝生院のシンパク

- 城願寺のビャクシン（神奈川県足柄下郡湯河原町）
- 古長禅寺のビャクシン（山梨県南アルプス市）
- 大瀬崎のビャクシン樹林（静岡県沼津市西浦江梨）（上図5）
- 法泉寺のシンパク（山口県山口市上宇野令）
- 恩徳寺の結びイブキ（山口県下関市豊北町）
- 宝生院のシンパク（香川県小豆郡土庄町）[56]（図6）
- 下柏の大柏（イブキ）（愛媛県四国中央市下柏町）
- 八幡神社のイブキ（愛媛県宇和島市伊吹町）
- 北吉井のビャクシン（愛媛県東温市樋口）

## 人間との関わり

### 植栽
日本や韓国、中国では寺院などにしばしば植栽されており、また観賞用に庭木、生垣、盆栽などに利用されることがある（下図7）。中国山東省の孔廟には、イブキが植栽されている（下図7c）。
さまざまな園芸品種も作出されている。庭木などとして一般的なカイヅカイブキ（貝塚伊吹、'Kaizuka'）は枝がややねじれて樹形のまとまりがよく（下図8a）、タチビャクシンは針葉のみをつけ、キンイブキ（金伊吹、'Aurea'）は新芽が黄色（下図8b）、ギンイブキは新芽が白色、タマイブキ（玉伊吹、'Globosa'）は小型で樹形が球形（下図8c）である。

### 木材
材は重硬で緻密、気乾比重は 0.63、光沢があり、辺材は黄白色、心材は紫褐色でその境界は明瞭。大きくなったものは床柱などの装飾材、仏像などの彫刻材に用いられるが、量が少なく希少価値が高い。ふつう幹がいびつな形をしているため、小径木の場合は輪切りにして花や置物の台とされる。また心材に芳香があり、白檀の代用とすることもある。

### 自治体のシンボル
下記の自治体では、イブキ（園芸品種であるカイヅカイブキを含む）をシンボルの木としている。
- 岐阜県羽島市（貝塚伊吹）[60]
- 滋賀県栗東市（貝塚伊吹）[61]
- 和歌山県由良町（紀州槇柏）[62]
- 大阪府貝塚市（カイヅカイブキ）[63]
- 岡山県早島町（カイヅカイブキ）[64]
- 山口県上関町（ビャクシン）[65]

### 名称
「イブキ」の名は、茨城県のいぶき山に多く生育している（いぶき山イブキ樹叢）ことに由来するとされる。
別名として「ビャクシン」ともよばれ、『和漢三才図会』では、ヒノキ類（柏）のような鱗形葉とスギ（杉）のような針葉をつけるため、ビャクシン（柏杉）とよばれるようになった、としている。また、「柏子」からの変化とする説もある。
「ムロノキ」はふつう同属別種のネズ（ネズミサシ）の別名とされるが、『万葉集』で「ムロノキ」とされる木は瀬戸内海沿岸沿岸に生育する大木であることから、イブキのことであるともされる。

## 分類
一般的に、Juniperus chinensis の基準変種（Juniperus chinensis var. chinensis）に対してイブキの名を充てるが、Juniperus chinensis をイブキと呼んでいることもある。
Juniperus chinensis の中には、ほふく性低木となる下記のような変種が認識されている。
ミヤマビャクシン（Juniperus chinensis var. sagentii Henry (1912)）は、主幹が著しく屈曲して横に伏し、枝は斜上する。若い木や長く伸びた枝は針葉をつけるが、成木は鱗形葉をつける（下図9a）。サハリン、南千島、北海道、本州、四国、九州、朝鮮半島の高山や海岸の岩場に分布する。盆栽用などに乱獲され、多くの県で絶滅危惧種に指定されている（上記参照）。
ハイビャクシン（別名ソナレ、イワダレネズ）はミヤマビャクシンと同様に匍匐低木であり幹や枝は地を這い、ふつう針葉をもつが、まれに鱗形葉をつける（上図9b）。福岡県（沖ノ島）、佐賀県（馬渡島）、長崎県（五島列島美良島、壱岐、対馬）、韓国の大黒山島に分布し、海岸の砂地または崖に分布する。イブキの変種（Juniperus chinensis var. procumbens Siebold ex Endl. (1847)）とされる。ミヤマビャクシンの1型とされたり、独立種（Juniperus procumbens (Siebold ex Endl.) Miq. (1870)）とされることもあるが、分子系統学的研究からは支持されない。
ツクシビャクシンも匍匐低木となり、ふつう成木でも3輪生する針葉と十字対生する鱗形葉をもつ。球果は直径約 5 mm。九州、屋久島、および台湾の山地に分布する。イブキの変種（Juniperus chinensis var. tsukusiensis (Masam.) Masam. (1930)）とすることがあるが、ミヤマビャクシンに含めることもある。しかし分子系統学的研究などからは独立種とすることが支持されており、Juniperus tsukusiensis Masam. (1930) とされる。また、台湾産のものは変種 Juniperus tsukusiensis var. taiwanensis (R.P.Adams & C.F.Hsieh) R.P.Adams (2011) ともされる。